# ドミトリー・アレニチェフ
ドミトリー・アナトリエヴィチ・アレニチェフ（Дмитрий Анатольевич Аленичев, ラテン文字転写：Dmitri Anatolyevich Alenichev, 1972年10月20日 - ）は、ロシア・プスコフ州ヴェリーキエ・ルーキ出身の元同国代表サッカー選手、現サッカー指導者。現在はロシア・ナショナル・フットボールリーグのFKエニセイ・クラスノヤルスクの監督を務めている。現役時代のポジションはMF。
兄のアンドレイ・アレニチェフもサッカー選手であった。

## 選手経歴

### 初期の経歴
1972年10月20日、プスコフ州ヴェリーキエ・ルーキで生まれ、1990年に故郷のクラブでキャリアをスタートさせた。ロシアの強豪クラブFCスパルタク・モスクワへ憧れを抱いていたが、1991年にFCロコモティフ・モスクワへ移籍し、3シーズンプレーした。

### スパルタク・モスクワ
1994年、夢であったスパルタクへ移籍した。スパルタクに在籍の5年間でロシア・プレミアリーグ優勝4回、ロシア・カップ優勝2回に貢献した。1997年にはリーグ戦で20のアシストを決め、キャリア初となるロシア年間最優秀サッカー選手賞に選出された。

### 国外移籍
1998年、活躍が認められてイタリア・セリエAのASローマへ移籍した。初年度はズデネク・ゼーマンの下で21試合に出場したが、翌年にファビオ・カペッロが監督に就任すると構想外となった。シーズン途中の1999年12月、中田英寿への移籍金＋アレニチェフで、同リーグのACペルージャへレンタル移籍した。

### FCポルト
2000年、ポルトガルの強豪FCポルトへ移籍した。2001年6月21日に行われたカップ戦のCSマリティモとの決勝では、1-0で迎えた後半79分にダメ押しゴールを決め、2-0で勝利を収めポルトの11度目のカップ戦優勝に貢献した。
2001-02シーズンはオクタヴィオ・マシャド監督の下で、ロシア代表GKのセルゲイ ・オフチニコフとともに構想外となり出場機会が減った。しかしポルトがリーグ戦で不調に陥るとマチャドは監督を解任され、後任にはジョゼ・モウリーニョが就任した。モウリーニョ就任後もマチャド時代と同じく、レギュラー奪取とまではいかなかったものの重要な場面で起用をされた。
2003年5月21日にエスタディオ・オリンピコ・セビージャで行われたUEFAカップ 2002-03のセルティックFCとの決勝戦ではスタメンで出場。1-1で迎えた後半9分には、DFの裏をついたデコのスルーパスを右足で合わせ、2-1となる得点を決めた。試合は延長後半の10分にデルレイが得点をし、3-2でポルトがUEFAカップ優勝を手にした。アレニチェフはフル出場を果たし優勝に貢献した。
モウリーニョ率いるポルトはその勢いのまま、UEFAチャンピオンズリーグ 2003-04の決勝まで上り詰めた。2004年5月26日、アレーナ・アウフシャルケで行われたASモナコとの決勝戦ではスタメンから外れたが、後半の15分にカルロス・アルベルトとの交代で出場。1-0で迎えた後半26分、カウンターからデコの得点を演出。後半30分には味方が蹴ったボールが相手DFの足に当たり、ボールはゴールに向かって走り出していたアレニチェフの方角に落ちて相手GKと一対一になった。それをゴールネット隅に冷静に流し込みチーム3点目となる得点を決めた。試合は3-0でポルトが勝利し、アレニチェフもチームのUEFAカップ・UEFAチャンピオンズリーグ優勝に貢献した。
2004年、32歳になりベテランの域に達したアレニチェフは古巣のスパルタクに戻ることを希望した。ポルト側も引き止めなかったため、スパルタクへ移籍した。

### 帰国後
2006年4月8日、『スポルト・エクスプレス』紙のインタビューに応じ、当時スパルタクの監督であったアレクサンドル・スタルコフを痛烈に批判した。これが影響して、4月14日にアレニチェフはトップチームから退けられ罰金が科せられた。2006年9月10日、スパルタク以外のクラブでプレーをする姿を思い描けないとの理由から、双方の合意の下でスパルタクとの契約を解除。その数日後に現役引退を発表した。
このようにわだかまりの残る形でクラブを去ることになったが、引退試合が開催されることが決まり、2008年5月4日、スパルタクOBとレアル・マドリードOBによるアレニチェフの引退試合がロコモティフ・スタジアムで開催された。ポルト時代の恩師であるモウリーニョも引退試合に招待された。モウリーニョはアレニチェフについて「私にとって特別な選手であり、UEFAの2つの大会で得点を決めたこの男を決して忘れない」と語り、アレニチェフはモウリーニョのことを「私にとっては第二の父親みたいな存在だ。彼は私のためにあらゆることをしてくれた。そのことに対する感謝は、とても言葉では言い尽くせない」と語っている。

### 代表
1996年2月9日、アイスランドとの試合でA代表デビューを果たした。1996年2月11日、スロベニア戦で代表初ゴールを挙げた。2002 FIFAワールドカップやEURO2004にも招集され出場。1996年から2005年までの期間に55試合に出場し6得点を挙げた。

## 引退後
2006年、「統一ロシア」党に加入。2007年6月14日にはロシア連邦議会の上院にあたる連邦院議員にオムスク州代表として選出され、2010年にロシアU-18の代表監督に就任するまで議員を務めた。
2009年、35歳以上のロシア代表選手に出場資格が与えられるレジェンズ・カップに出場した。
2015-16シーズンにはスパルタクの監督に就任したが、1年で解任された。

## 個人成績
| クラブ成績 | クラブ成績             | クラブ成績             | リーグ | リーグ                             | カップ       | カップ       | リーグ杯 | リーグ杯 | 国際大会   | 国際大会   | 通算 | 通算 |
| シーズン   | クラブ                 | リーグ                 | 出場   | 得点                               | 出場         | 得点         | 出場     | 得点     | 出場       | 得点       | 出場 | 得点 |
| ソビエト   | ソビエト               | ソビエト               | リーグ | リーグ                             | カップ       | カップ       | リーグ杯 | リーグ杯 | 国際大会   | 国際大会   | 通算 | 通算 |
| ---------- | ---------------------- | ---------------------- | ------ | ---------------------------------- | ------------ | ------------ | -------- | -------- | ---------- | ---------- | ---- | ---- |
| 1991       | ロコモティフ・モスクワ | トップ・リーグ         | 16     | 0                                  |              |              |          |          |            |            |      |      |
| ロシア     | ロシア                 | ロシア                 | リーグ | リーグ                             | ロシア杯     | ロシア杯     | リーグ杯 | リーグ杯 | ヨーロッパ | ヨーロッパ | 通算 | 通算 |
| 1992       | ロコモティフ・モスクワ | ロシア・プレミアリーグ | 24     | 2                                  |              |              |          |          |            |            |      |      |
| 1993       | ロコモティフ・モスクワ | ロシア・プレミアリーグ | 29     | 4                                  |              |              |          |          |            |            |      |      |
| 1994       | スパルタク・モスクワ   | ロシア・プレミアリーグ | 17     | 3                                  |              |              |          |          |            |            |      |      |
| 1995       | スパルタク・モスクワ   | ロシア・プレミアリーグ | 27     | 4                                  |              |              |          |          |            |            |      |      |
| 1996       | スパルタク・モスクワ   | ロシア・プレミアリーグ | 32     | 7                                  |              |              |          |          |            |            |      |      |
| 1997       | スパルタク・モスクワ   | ロシア・プレミアリーグ | 33     | 2                                  |              |              |          |          |            |            |      |      |
| 1998       | スパルタク・モスクワ   | ロシア・プレミアリーグ | 13     | 2                                  |              |              |          |          |            |            |      |      |
| イタリア   | イタリア               | イタリア               | リーグ | リーグ                             | イタリア杯   | イタリア杯   | リーグ杯 | リーグ杯 | ヨーロッパ | ヨーロッパ | 通算 | 通算 |
| 1998-99    | ローマ                 | セリエA                | 21     | 1                                  |              |              |          |          |            |            |      |      |
| 1999-00    | ローマ                 | セリエA                | 7      | 1                                  |              |              |          |          |            |            |      |      |
| 1999-00    | ペルージャ             | セリエA                | 15     | 0                                  |              |              |          |          |            |            |      |      |
| 2000-01    | ペルージャ             | セリエA                | 0      | 0                                  |              |              |          |          |            |            |      |      |
| ポルトガル | ポルトガル             | ポルトガル             | リーグ | リーグ                             | ポルトガル杯 | ポルトガル杯 | リーグ杯 | リーグ杯 | ヨーロッパ | ヨーロッパ | 通算 | 通算 |
| 2000-01    | ポルト                 | スーペル・リーガ       | 28     | 3                                  |              |              |          |          |            |            |      |      |
| 2001-02    | ポルト                 | スーペル・リーガ       | 20     | 3                                  |              |              |          |          |            |            |      |      |
| 2002-03    | ポルト                 | スーペル・リーガ       | 18     | 4                                  |              |              |          |          |            |            |      |      |
| 2003-04    | ポルト                 | スーペル・リーガ       | 17     | 2                                  |              |              |          |          |            |            |      |      |
| ロシア     | ロシア                 | ロシア                 | リーグ | リーグ                             | ロシア杯     | ロシア杯     | リーグ杯 | リーグ杯 | ヨーロッパ | ヨーロッパ | 通算 | 通算 |
| 2004       | スパルタク・モスクワ   | ロシア・プレミアリーグ | 13     | 3                                  |              |              |          |          |            |            |      |      |
| 2005       | スパルタク・モスクワ   | ロシア・プレミアリーグ | 8      | 0                                  |              |              |          |          |            |            |      |      |
| 通算       | ソビエト               | ソビエト               | 16     | 0\|\|\|\|\|\|\|\|\|\|\|\|\|\|\|\|  |              |              |          |          |            |            |      |      |
| 通算       | ロシア                 | ロシア                 | 196    | 27\|\|\|\|\|\|\|\|\|\|\|\|\|\|\|\| |              |              |          |          |            |            |      |      |
| 通算       | イタリア               | イタリア               | 43     | 2\|\|\|\|\|\|\|\|\|\|\|\|\|\|\|\|  |              |              |          |          |            |            |      |      |
| 通算       | ポルトガル             | ポルトガル             | 83     | 12\|\|\|\|\|\|\|\|\|\|\|\|\|\|\|\| |              |              |          |          |            |            |      |      |
| 総通算     | 総通算                 | 総通算                 | 338    | 41\|\|\|\|\|\|\|\|\|\|\|\|\|\|\|\| |              |              |          |          |            |            |      |      |

## 代表歴

### 出場大会
- ロシア代表
  - 2002 FIFAワールドカップ

### 試合数
- 国際Aマッチ 55試合 6得点（1996年-2005年）[12]

| ロシア代表 | 国際Aマッチ | 国際Aマッチ |
| 年         | 出場        | 得点        |
| ---------- | ----------- | ----------- |
| 1996       | 2           | 1           |
| 1997       | 10          | 2           |
| 1998       | 8           | 0           |
| 1999       | 6           | 1           |
| 2000       | 4           | 0           |
| 2001       | 10          | 2           |
| 2002       | 5           | 0           |
| 2003       | 4           | 0           |
| 2004       | 5           | 0           |
| 2005       | 1           | 0           |
| 通算       | 55          | 6           |

## タイトル

### クラブ
FCスパルタク・モスクワ
- ロシア・プレミアリーグ：4 (1994, 1996, 1997, 1998)
- ロシア･カップ：2 (1993–94, 1997–98)

FCポルト
- スーペル・リーガ：2 (2002–03, 2003–04)
- タッサ・デ・ポルトガル：2 (2000–01, 2002–03)
- スーペルタッサ・カンディド・デ・オリベイラ：2 (2001, 2004)
- UEFAカップ：1 (2002–03)
- UEFAチャンピオンズリーグ：1 (2003–04)

### 代表
35歳以上ロシア代表
- レジェンズ・カップ：1 (2009)

### 個人
- ロシア年間最優秀サッカー選手賞：1 (1997)